# Fiodor Abramow (pisarz)

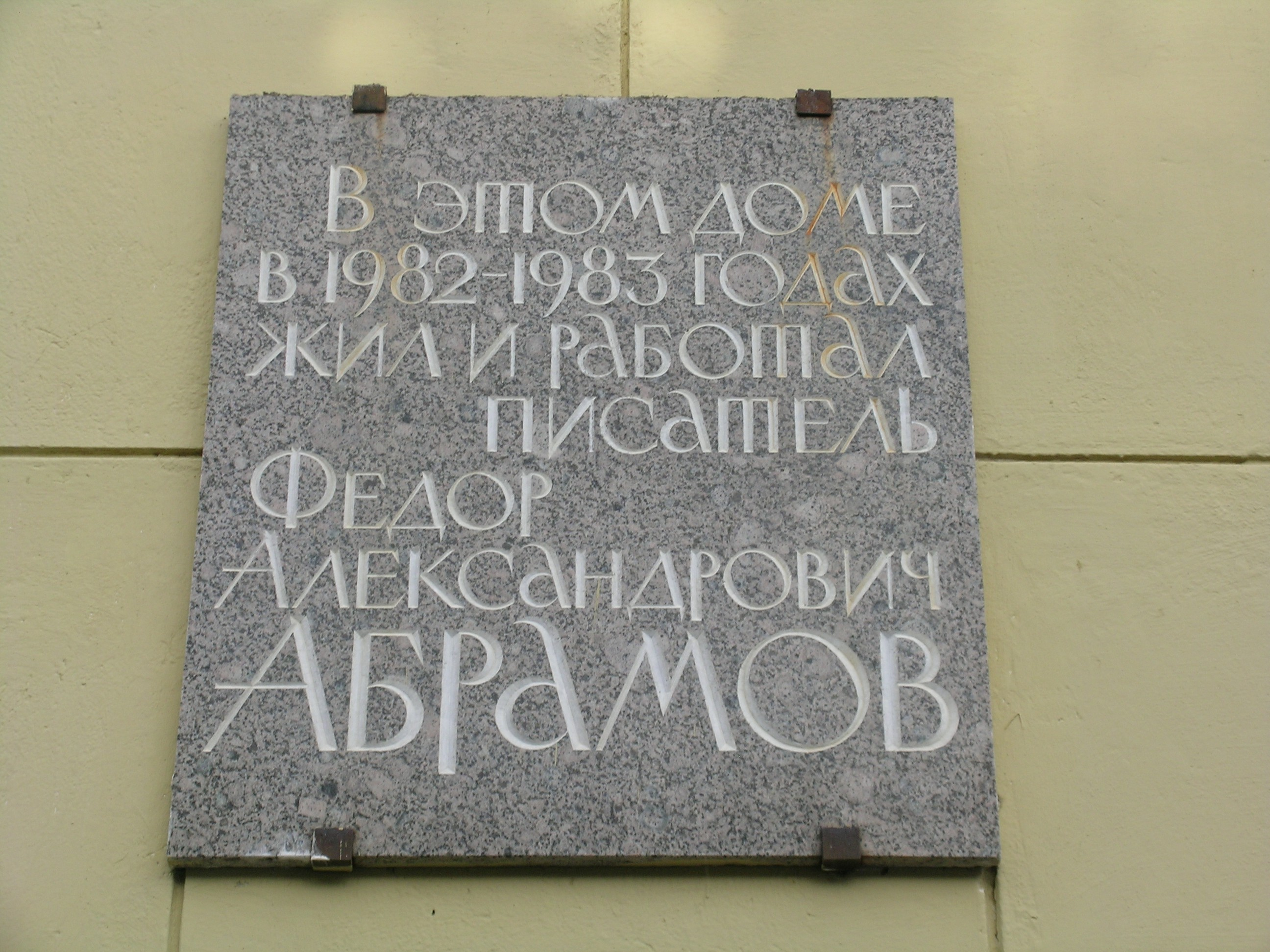
Tablica pamiątkowa w Petersburgu: „Pisarz Fiodor Aleksandrowicz Abramow mieszkał i pracował w tym domu w latach 1982–1983”

Fiodor Aleksandrowicz Abramow, ros. Фёдор Алекса́ндрович Абра́мов (ur. 29 lutego 1920 we wsi Wierkoła w powiecie pinieżskim w guberni archangielskiej, zm. 14 maja 1983 w Leningradzie) – rosyjski pisarz radziecki, literaturoznawca, publicysta. Był jednym z najbardziej znanych przedstawicieli prozy wiejskiej, ważnego nurtu literatury radzieckiej lat 60.–80. XX wieku.

## Życiorys
Pochodził z wielodzietnej rodziny chłopskiej. Od 1945 był członkiem WKP(b). Po ukończeniu dziesięcioletniej szkoły średniej studiował – z przerwą w okresie II wojny światowej, gdy jako ochotnik wstąpił do wojska (funkcjonariusz Smiersza ) – filologię na Uniwersytecie Leningradzkim. Po jego ukończeniu rozpoczął studia doktoranckie – rozprawę obronił w 1951. Pracował następnie w latach 1951–1960 na macierzystej uczelni jako starszy wykładowca, docent, był kierownikiem katedry literatury radzieckiej.
W latach czterdziestych brał udział w kampanii przeciwko kosmopolitom w Leningradzkim Uniwersytecie Państwowym i w innych politycznych akcjach. Podczas wojny z Niemcami walczył m.in. pod Leningradem, był dwukrotnie ciężko ranny. Za udział w walkach został odznaczony orderem i medalami. Od 1949 pisał jako krytyk literacki, od 1954 występował przeciwko przedstawianiu w różowych kolorach powojennych historii, radzieckich losów Siemiona Babajewskiego, Jelizara Malcewa, Siergieja Woronina, Jurija Łaptiewa i innych .
W 1954 opublikował szkic obrachunkowy Ludzie wsi kołchozowej w powojennej prozie (Люди колхозной деревни в послевоенной прозе).
Od 1950 pracę naukowo-dydaktyczną dzielił z literacką, rozpoczynając tworzenie początkowo trylogii, a ostatecznie tetralogii Priaslinowie (Пряслины). Przedstawił w niej dzieje tytułowego rodu chłopskiego na tle losów rosyjskiej wsi Piekaszyno w ciągu trzech dekad, od lat 40. do 70. XX wieku. Według Joanny Sałajczykowej dzieło to prezentuje historyczny odbiór opisywanej rzeczywistości, z postrzeganiem bohaterów epickich, ich charakterów, jako historycznych zjawisk umiejscowionych w realiach swoich czasów. Jednocześnie uwypuklony jest – jako siła napędowa – wpływ dramatycznych i konfliktowych zdarzeń otaczającego świata na fabułę dzieła. Opisane postacie powieściowe demonstrują swoje siły duchowe i moralne, aktywnie i skutecznie zmagając się z sytuacjami konfliktowymi.
Pierwsza powieść cyklu Bracia i siostry (Братья и сёстры), zakończona w 1956, była przez dwa lata odrzucana przez wydawnictwa i redakcje, m.in. „Oktiabr'” i „Nowyj mir”. Po ukazaniu się w miesięczniku „Niewa” otrzymała życzliwe oceny krytyków. Kolejnymi częściami dzieła były powieści Dwie zimy i dwa lata (Две зимы и два лета, 1968) i Drogi i rozdroża (Пути-перепутьа, 1973). W 1975 Fiodor Abramow za cykl otrzymał Nagrodę Państwową ZSRR. Uzupełnieniem trylogii była wydana w 1978 powieść Dom (Дом).

## Nagrody i odznaczenia
- Order Lenina (1980)
- Nagroda Państwowa ZSRR (1975)
- Order Wojny Ojczyźnianej II klasy
- Medal „Za obronę Leningradu”
- Medal „Za zwycięstwo nad Niemcami w Wielkiej Wojnie Ojczyźnianej 1941–1945”